# Sign on the Window
Sign on the Window – piosenka skomponowana przez Boba Dylana, nagrana przez niego w czerwcu 1970 r. i wydana na albumie New Morning w październiku 1970 r.

## Historia i charakter utworu
Utwór ten został nagrany na drugiej sesji do albumu 1 maja w Columbia Studio B w Nowym Jorku i na sesji siódmej 5 czerwca 1970 r.
Plonem majowej sesji były także: „If Not for You”, „Time Passes Slowly” (3 wersje), „Working on the Guru”, „Went to See the Gypsy”. Wszystkie te utwory stały się odrzutami, chociaż piosenka „If Not for You” ukazała się na The Bootleg Series Volumes 1–3 (Rare & Unreleased) 1961–1991.
Piosenka ta została nagrana na 7 sesji w Columbia Studio E z 5 czerwca. Oprócz niej nagrał Dylan wtedy jeszcze: „Winterlude”, „If Dogs Run Free”, „The Man in Me”, „Father of Night”, „Went to See the Gypsy” (wszystkie te wersje zostały wydane na New Morning) oraz „Ah-Ooh! (instrumentalny), „I Forgot to Remember to Forget Her” i „Lily of the West (Flora)”. Ten ostatni utwór został wydany na albumie Dylan.
Kolejna piosenka, w której dominującym instrumentem jest fortepian, na którym gra Dylan. Łagodnie zaśpiewana piosenka z towarzyszeniem żeńskich chórków jest nostalgicznym świadectwem radości rodzinnego życia oraz podkreśla radości bycia ojcem.
Patrząc na tę piosenkę tylko z tego punktu widzenia, łatwo można ją potraktować za typowy „wypełniacz” albumu. Jednak Tim Riley uważa, że piosenka opisuje znacznie szersze tło; jest znakiem znikania kontrkultury oraz przejścia z okresu dojrzewania w okres dojrzałości.
W tym znaczeniu „Sign on the Window” zapowiada album Blood on the Tracks, który w całości poświęcony będzie opisowi kończącego się związku miłosnego (i małżeńskiego) i kończącej się epoki.

## Muzycy
- Bob Dylan – pianino, gitara, harmonijka ustna, wokal

Sesja druga
- Al Kooper – gitara, pianino, wokal
- Charlie Daniels – gitara basowa
- Ron Cornelius – gitara
- George Harrison – gitara
- Russ Kunkel – perkusja

sesja siódma
- Al Kooper – gitara, pianino, wokal
- Charlie Daniels – gitara basowa
- Ron Cornelius – gitara
- Russ Kunkel – perkusja
- Hilda Harris – chórki
- Albertine Robinson – chórki
- Maeretha Stewart – chórki

## Wykonania piosenki przez innych artystów
- Melanie Safka – Good Book (1971)
- Jennifer Warnes – Shot Through the Heart (1979)
- Steven Keene – No Alternative (1994)

## Popkultura
- Piosenka ta zakończyła ostatni odcinek sezonu 2002 r. w telewizyjnym serialu Przyjaciele.